# Yulin (Shaanxi)
Pour les articles homonymes, voir Yulin (homonymie).
Yulin (chinois : 榆林市 ; pinyin : Yúlín Shì) est une ville-préfecture de la province du Shaanxi en Chine.

## Subdivisions administratives
La ville-préfecture de Yulin exerce sa juridiction sur douze subdivisions - un district et onze xian :
- le district de Yuyang - 榆阳区, yúyáng qū ;
- le xian de Shenmu - 神木县, shénmù xiàn ;
- le xian de Fugu - 府谷县, fǔgǔ xiàn ;
- le xian de Hengshan - 横山县, héngshān xiàn ;
- le xian de Jingbian - 靖边县, jìngbiān xiàn ;
- le xian de Dingbian - 定边县, dìngbiān xiàn ;
- le xian de Suide - 绥德县, suídé xiàn ;
- le xian de Mizhi - 米脂县, mǐzhī xiàn ;
- le xian de Jia - 佳县, jiā xiàn ;
- le xian de Wubao - 吴堡县, wúbǎo xiàn ;
- le xian de Qingjian - 清涧县, qīngjiàn xiàn ;
- le xian de Zizhou - 子洲县, zǐzhōu xiàn.

## Transports
La ville-préfecture est desservie par l'aéroport Yulin-Yuyang (zh) (榆林榆阳机场) (code IATA : UYN • code OACI : ZLYL).